# Krokodyl wąskopyski
Krokodyl wąskopyski, krokodyl pancerny (Mecistops cataphractus) – gatunek gada z rodziny krokodylowatych (krokodyle właściwe). Niektóre badania genetyczne sugerują, że gatunek ten nie należy do rodzaju Crocodylus; w związku z tym McAliley i in. (2006), wykluczywszy też jego przynależność do rodzaju Osteolaemus, zaproponowali przywrócenie mu historycznej nazwy rodzajowej Mecistops, po raz pierwszy użytej przez Johna Graya w 1844.
OpisGłowa wąska, wydłużona z ostrym zakończeniem. Trzykrotnie dłuższa od szerokości u podstawy czaszki. Przednia część jasnożółtego brzucha pokryta tarczkami z rozwiniętymi płytkami kostnymi tworzącymi rodzaj pancerza. Stożkowate ostre zęby są tej samej wielkości. Ciemnooliwkowy lub żółtawy grzbiet pokrywają brązowe lub czarne plamy, które na tułowiu i ogonie są poprzecznie ułożone.
RozmiaryDługość do 2,5 m, waga 125–230 kg.
BiotopRzeki, jeziora, słone ujścia rzek i laguny.
PokarmGłównie ryby oraz inne kręgowce.
BehawiorW czasie suszy wędrują do większych zbiorników.
RozmnażanieSamica składa jaja do gniazd na lądzie zbudowanych ze szczątków roślinnych.
WystępowanieAfryka. Tradycyjnie do gatunku zaliczano populacje żyjące na obszarze od jeziora Tanganika na wschodzie do północnej Angoli na zachodzie i Senegalu na północy; badania Shirleya i współpracowników (2014) sugerują jednak, że populacje te należą do dwóch odrębnych gatunków, z których jeden zasiedla zachodnią, a drugi – środkową Afrykę. Shirley i współpracownicy (2018) zaliczyli do gatunku M. cataphractus tylko populacje z zachodniej Afryki, przenosząc populacje ze środkowej Afryki do odrębnego gatunku Mecistops leptorhynchus.